# Иван де ла Пеня
Иван де ла Пеня Лопес (р. 6 май 1976 в Сантандер, Испания, на испански: Iván De la Peña López) е испански футболист, наричан Малкият Буда. Играе най-често като офанзивен халф. Известен е като техничен футболист с отличен поглед върху играта, но не постига успех с отборите, където играе.
През 1991 г., когато е на 15 години, отива в юношеските формации на „Барселона“, където е спряган като бъдещия Марадона. След няколко години в школата на Барселона и един сезон с резервите де ла Пеня прави дебют за първия отбор през сезон 1995/96 при Йохан Кройф. Той влиза като резерва в мач срещу „Валядолид“ и вкарва втория гол за победата с 2:0.
Де ла Пеня е част от новото поколение на „Барселона“, което обаче е разпродадено при Луис ван Гаал, който ръководи отбора от 1997 до 2000 г. Докато е в „Барселона“ де ла Пеня е един от носителите на наградата „Новак на годината“ (заедно с Фернандо Мориентес и Хорди Лардин) за сезон 1995/96, а през 1996/97 при Боби Робсън я печели отново, но този път не я дели с никого. Обещаващ играч, той изглежда готов да играе за страната си на европейското първенство през 1996 г., но старши треньорът на националите Хавиер Клементе не го извиква за това първенство. Иван де ла Пеня дебютира за националния отбор на Испания чак на европейското първенство през 2004 г.
Де ла Пеня е продаден на римския „Лацио“ преди началото на сезон 1998/99. Играе една година за „Олимпик Марсилия“ (1999/2000) и след това е нает за сезон 2000/01 от „Барселона“ при Лоренс Сера Ферер. След още една година в „Лацио“ (2001/2002) договорът му изтича и той подписва с „Еспаньол“ през есента на 2002 г.
Печели Суперкупата на Испания през 1996 г., Купата на УЕФА през 1997 г., титлата в Испания през 1998 г., Купата на краля през 2006 г.
| Сезон                           | Клуб             | Първенство       | М  | Г |
| ------------------------------- | ---------------- | ---------------- | -- | - |
| 1993/94                         | Барселона Б      |                  | 1  | 0 |
| 1994/95                         | Барселона Б      |                  | 31 | 4 |
| 1995/96                         | Барселона Б      |                  | 3  | 1 |
| 1995/96                         | Барселона        | Примера дивисион | 31 | 7 |
| 1996/97                         | Барселона        | Примера дивисион | 33 | 2 |
| 1997/98                         | Барселона        | Примера дивисион | 17 | 2 |
| 1998/99                         | Лацио            | Серия А          | 15 | 0 |
| 1999/00                         | Олимпик Марсилия | Лига 1           | 12 | 1 |
| 2000/01                         | Барселона        | Примера дивисион | 9  | 0 |
| 2001/02                         | Лацио            | Серия А          | 1  | 0 |
| 2002/03                         | Еспаньол         | Примера дивисион | 29 | 0 |
| 2003/04                         | Еспаньол         | Примера дивисион | 25 | 1 |
| 2004/05                         | Еспаньол         | Примера дивисион | 29 | 3 |
| 2005/06                         | Еспаньол         | Примера дивисион | 28 | 0 |
| Легенда: М – мачове, Г – голове |                  |                  |    |   |